# SDSS J102552.43+321234.0
| SDSS J102552.43+321234.0                                | SDSS J102552.43+321234.0 |
| ------------------------------------------------------- | ------------------------ |
| Beobachtungsdaten Äquinoktium: J2000.0, Epoche: J2000.0 |                          |
| Sternbild                                               | Leo Minor                |
| Rektaszension                                           | 10h 25m 52,3s            |
| Deklination                                             | +32° 12′ 35″             |
| Scheinbare Helligkeit (J-Band)                          | ca. 16,9 mag             |

SDSS J102552.43+321234.0 (kurz SDSS J1025+3212) ist ein möglicher L-Zwerg im Sternbild Leo Minor. Er wurde von Chiu et al. durch die Analyse von Bilddaten des Sloan Digital Sky Survey (SDSS) als L-Zwerg identifiziert. Das Objekt weist ein ungewöhnliches Spektrum auf, das sowohl Charakteristika aufweist, die typischerweise bei einem T0-Zwerg zu erwarten sind, als auch solche, die bei L-Zwergen auftreten. Das ungewöhnliche Spektrum könnte darauf hindeuten, dass es sich möglicherweise um ein aus mehreren Komponenten zusammengesetztes oder veränderliches Objekt handelt.